# NSP-2夜視瞄準鏡
NSP-2（俄语：НСП-2；НСП全寫：Ночной Стрелковый Прицел，加上「-2」意為：夜間瞄準具2型；俄罗斯国防部火箭炮兵装备总局代號：／）是一款在1950年代初由前蘇聯新西伯利亞儀器製造廠（NPZ）所研製和生產的主動式夜視瞄准镜（按美国標準為第0代夜視镜），設計用於裝設於AK系列自動步枪、RPD系列轻機槍和RPG-2火箭推進榴彈發射器以上，並且在光線條件較差劣的環境（例如夜間）以下使用，探索距離可達150—250公尺。

## 設計
與所有主動式紅外夜視儀一樣，NSP-2瞄準具的設計是由巨大而笨重、功率最高達到35瓦特的紅外線探照燈和紅外變像管所組成。先藉由紅外燈照亮所照射區域，然後以單級圖像增強器（或轉換器）管為第0+代增強管提供非常清晰的圖像。
其實NSP-2所裝上的紅外線探照燈是罩上了紅外帶通濾波鏡片的卤素灯泡，而燈泡和紅外濾鏡片設於翻蓋的後方。這導致紅外照明光的效率非常低，進而連帶電池組相當大的主因。可另一方面，在關閉紅外線探照燈的情況下，可讓該夜視儀使用很長時間，使得它本身非常節能，只是在轉成被動模式下的觀察距離和清晰度較低。
風偏與海拔可以隨時調整。7.62×39毫米蘇聯口徑的海拔設置已影印在該夜視鏡的左蓋以上。顯像管的高壓調節器就位於其下方。與大多數高壓穩壓器一樣，運作時會發出持續的電流聲音，可NSP-2仍要比當時的其他夜視鏡更為安靜。一部分原因是整個電子設備都是由模製的自絕緣樹脂所製成，而這也使得設備得以完全防水。
NSP-2利用華沙條約導軌將其裝設在武器的機匣左側以上。該夜視鏡現雖已過時，但在特殊情況下仍可以使用的。如在全黑的夜晚下純被動式微光夜視儀（如後繼本型號的NSP-3夜視瞄準鏡）無法使用時，部隊可能需要主動式紅外線探射燈時使用，但這種模式也開始被純被動式的紅外線夜視儀即熱像儀所取代。
隨NSP-2附有3SC-25 6伏特可再充電電池組、搬運盒與電池盒、備用紅外濾鏡片、螺絲起子裝箱單、現場手冊和一些更小的替換零件。電源盒亦附有掛於使用者的腰帶的扣件，和與夜視儀連接以向其供電的黑色電源線。

## 光學規格和尺寸
- 整套瞄準具质量：16千克（35.27磅）

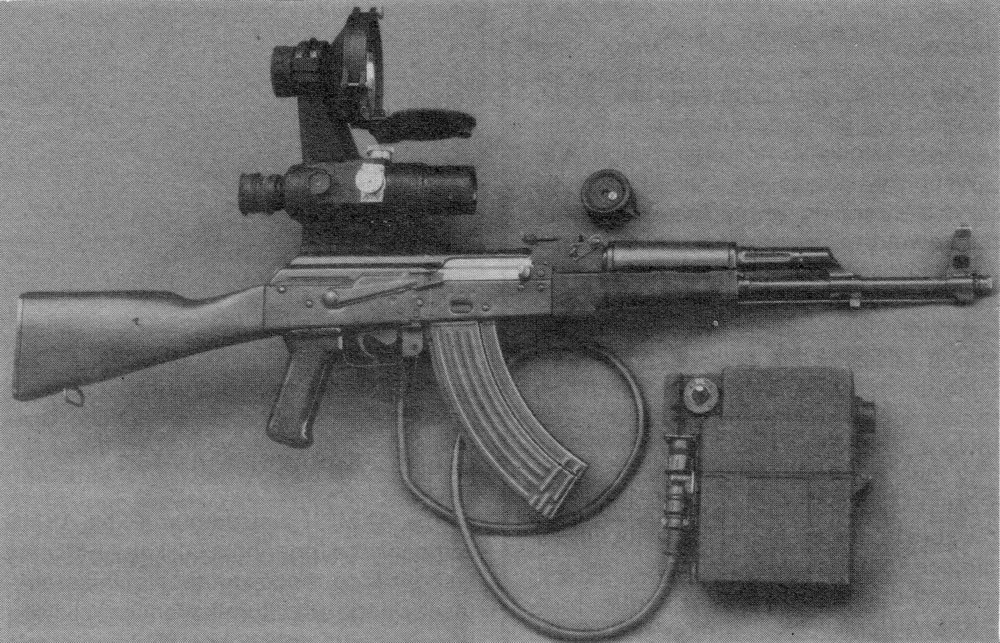
裝上了NSP-2的AKMN

- 戰鬥狀態的瞄準具質量：4.9千克（10.8磅）
- 夜間增加的可見範圍：150—250公尺（164.04—273.4码，492.13—820.21英尺）
- 電源線長度：1,300毫米（51.18英吋）
- 放大倍率：2.1倍
- 視角：8.0°
- 出瞳距离：30毫米
- 出瞳直徑：7.0毫米
- 分辨率：2.6分鐘
- 鏡頭焦距：60毫米
- 紅外線探照燈直径：95毫米
- 紅外線探照燈軸向光強度：40,000根蠟燭
- 紅外線探照燈散射角度：6°
- 紅外線探照燈電壓：4.5伏特
- 紅外線探照燈功率（基本）：25瓦特
- 紅外線探照燈及電光裝置電源（電池）：3SC-25銀锌可充電电池
- 使用一節充電電池的持續工作時間：3.5—4小時
- 3SC-25電池重量（含保護殼）：2千克（4.41磅）
- 3SC-25電池電壓（最大）：6.2伏特
- 3SC-25滿載下電池電壓：不少於4.5伏特
- 銀鋅電池容量：25小時
- 放電工作电流：5安培
- 可讓電池充放電力的循環次數：30—40次

## 資料來源
1. ↑  .   [2020-08-18]. （原始内容存档于2019-12-05）.
2. ↑  .   [2020-08-18]. （原始内容存档于2020-02-18）.

## 外部連結
- （英文）—Soviet NSP-2 Night Vision Scope w/ Battery Carrier, Case, Parts | Firearms & Military Artifacts  Military Artifacts  WWI & WWII Collectibles  | Auctions Online | Proxibid
- （俄文）—Прицел ночного видения НСП-2 « Оружейная правда[]
- （俄文）—НСП-2. Ночной стрелковый прицел НСП-2. Описание, характеристики, фотографии（页面存档备份，存于）
- YouTube—NSP-2 Night Vision Sight. （页面存档备份，存于）